# Francesco Di Leva
Francesco Di Leva (Napoli, 4 settembre 1978) è un attore italiano, vincitore del David di Donatello 2023 come "Miglior attore non protagonista" per il suo ruolo nel film Nostalgia e del David di Donatello 2025 per il suo ruolo nel film Familia.

## Biografia
Nato e cresciuto a Napoli, nel quartiere di San Giovanni a Teduccio, ha iniziato a recitare nelle fiction televisive nel 1999 e ha poi proseguito recitando in diversi film. Nel 2011 è stato candidato al David di Donatello per il miglior attore non protagonista per il film Una vita tranquilla e ha vinto il premio Guglielmo Biraghi.
Nel 2019 ha vinto il premio Pasinetti come miglior attore, insieme a Massimiliano Gallo, per il suo ruolo nel film Il sindaco del Rione Sanità di Mario Martone. Con Gallo recita anche nella serie TV Vincenzo Malinconico, avvocato d'insuccesso nel 2022, anno in cui debutta al cinema come sceneggiatore con La cura, film di cui è anche il protagonista. Due anni prima aveva affiancato Teresa Saponangelo in Il buco in testa.

## Filmografia

Francesco Di Leva al suo debutto cinematografico ne La donna lupo (1999)

### Attore

#### Cinema
- La donna lupo, regia di Aurelio Grimaldi (1999)
- Iris, regia di Aurelio Grimaldi (1999)
- Malefemmene, regia di Fabio Conversi (2001)
- Un mondo d'amore, regia di Aurelio Grimaldi (2001)
- Rosa Funzeca, regia di Aurelio Grimaldi (2002)
- Pater familias, regia di Francesco Patierno (2003)
- Se sarà luce sarà bellissimo, regia di Aurelio Grimaldi (2003)
- Segui le ombre, regia di Lucio Gaudino (2004)
- Certi bambini, regia di Andrea e Antonio Frazzi (2004)
- Vento di terra, regia di Vincenzo Marra (2004)
- Mater Natura, regia di Massimo Andrei (2005)
- Sotto la stessa luna, regia di Carlo Luglio (2005)
- Una notte, regia di Toni D'Angelo (2007)
- Tris di donne e abiti nuziali, regia di Vincenzo Terracciano (2009)
- Noi credevamo, regia di Mario Martone (2010)
- Una vita tranquilla, regia di Claudio Cupellini (2010)
- Waves, regia di Corrado Sassi (2012)
- Milionari, regia di Alessandro Piva (2014)
- Natale col boss, regia di Volfango De Biasi (2015)
- La stoffa dei sogni, regia di Gianfranco Cabiddu (2016)
- Caccia al tesoro, regia di Carlo Vanzina (2017)
- Metti la nonna in freezer, regia di Giancarlo Fontana e Giuseppe G. Stasi (2018)
- Bob & Marys - Criminali a domicilio, regia di Francesco Prisco (2018)
- Il sindaco del rione Sanità, regia di Mario Martone (2019)
- Fino ad essere felici, regia Paolo Cipolletta (2020)
- Il delitto Mattarella, regia di Aurelio Grimaldi (2020)
- Il buco in testa, regia Antonio Capuano (2020)
- Un mondo in più, regia Luigi Pane (2021)
- Qui rido io, regia di Mario Martone (2021)
- Il bambino nascosto, regia Roberto Andò (2021)
- Benvenuti in casa Esposito, regia di Gianluca Ansanelli (2021)
- Come prima, regia di Tommy Weber (2021)
- Nostalgia, regia di Mario Martone (2022)
- I nostri ieri, regia di Andrea Papini (2022)
- Ti mangio il cuore, regia di Pippo Mezzapesa (2022)
- La cura, regia di Francesco Patierno (2022)
- Mixed by Erry, regia di Sydney Sibilia (2023)
- L'ultima notte di Amore, regia di Andrea Di Stefano (2023)
- Adagio, regia di Stefano Sollima (2023)
- Il treno dei bambini, regia di Cristina Comencini (2024)
- Glory Hole, regia di Romano Montesarchio (2024)
- Familia, regia di  Francesco Costabile (2024)
- Nottefonda, regia di Giuseppe Miale di Mauro (2025)

#### Televisione
- Un nuovo giorno, regia di Aurelio Grimaldi – film TV (1999)
- La squadra – serie TV, episodio 4x01 (2003)
- Distretto di Polizia – serie TV, episodi 4x20-5x14 (2003-2005)
- R.I.S. - Delitti imperfetti – serie TV, episodio 2x11 (2006)
- Crimini – serie TV, episodio 1x02 (2006)
- La nuova squadra – serie TV (2008)
- Il sorteggio, regia di Giacomo Campiotti – film TV (2010)
- Squadra antimafia - Palermo oggi – serie TV (2010-2011)
- Il clan dei camorristi – serie TV (2013)
- Vincenzo Malinconico, avvocato d'insuccesso – serie TV (2022-2024)
- Uonderbois – serie TV (2024)
- Il Gattopardo – miniserie TV, 4 episodi (2025)

### Sceneggiatore
- La cura, regia di Francesco Patierno (2022)

## Teatrografia
- De Pretore (1999)
- Pericle (2000)
- Spose... un morto una madonna una carriola (2001)
- Un clandestino davvero speciale (2001)
- La ballata del posto sbagliato (2002)
- Pà (2003)
- Don Giovanni (2003)
- Appunti per uno spettacolo da fare (2004)
- L'opera segreta (2005)
- Napoli milionaria (2005)
- Le voci di dentro (2006)
- Stazione marittima (2006)
- Gomorra (2007)
- Santos (2009)
- Bianco polvere (2009)
- 12 baci sulla bocca (2010)
- La città perfetta (2012)
- Educazione siberiana (2013)
- La Carmen (2015)
- Gli onesti della banda, regia di Giuseppe Miale di Mauro (2016)
- La morte di Danton, regia di Mario Martone (2016)
- Il sindaco del rione Sanità di Eduardo De Filippo, regia di Mario Martone (2017)
- La chunga, regia di Pappi Corsicato
- Scalo marittimo di Raffaele Viviani, regia di Giuseppe Miale di Mauro (2022)

## Riconoscimenti
David di Donatello
- 2011 – Candidatura al miglior attore non protagonista per Una vita tranquilla
- 2020 – Candidatura al miglior attore protagonista per Il sindaco del rione Sanità
- 2023 – Miglior attore non protagonista per Nostalgia
- 2025 – Miglior attore non protagonista per Familia

Nastro d'argento
- 2020 - Candidatura a migliore attore protagonista per Il sindaco del rione Sanità
- 2022 - Migliore attore non protagonista per Nostalgia
- 2025 - Migliore attore non protagonista per Familia

Ciak d'oro
- 2020 – Candidatura come migliore attore protagonista per Il sindaco del rione Sanità[1]
- 2023 - Migliore attore non protagonista per Nostalgia e Ti mangio il cuore
- 2024 - Migliore attore protagonista per Familia e Il treno dei bambini[2]

Premio Camillo Marino
- 2004 come miglior interprete giovane per Vento di terra

Premio Guglielmo Biraghi
- 2010 come attore rivelazione per Una vita tranquilla

Premio LARA
- 2010 come miglior interprete italiano alla Festa del Cinema di Roma per Una vita tranquilla

Premio speciale al Gran Galà del Cinema Fiction
- 2010 come miglior attore non protagonista per Una vita tranquilla

Premio al Capua CineFestival
- 2010 come miglior attore rivelazione

Bobbio Film Festival
- 2011 – premio come migliore attore non protagonista per Una vita tranquilla

Oscar del teatro
- 2008 come miglior attore rivelazione per lo spettacolo Gomorra

Miglior attore protagonista 2020 Sngc per Il sindaco del rione Sanità
Premio "Penisola Sorrentina Arturo Esposito"
- 2022 – riconoscimento speciale del Master Cinematografia Università di Napoli Federico II